# Alexandru Vegh
Alexandru Vegh (n. 30 octombrie 1964

) este un senator român, ales în 2012. 